# 二郎庙 (北京灯市口)
二郎庙，位于北京市东城区东四南大街，是道教宫观，现已无存。

## 简介
《日下旧闻考》记载：“增：康熙三十五年重建二郎神廟。倉場侍郎石文桂撰碑，其畧云據道書稱二郎神為清源真君，唐貞觀二年創廟於此，宋元祐二年重修。（《五城寺院冊》）臣等謹按：二郎神廟在今燈市口大街東，存小殿一楹，本朝康熙三十五年重修。”清康熙三十五年（1696年）《重修二郎庙碑记》拓片称：“京师朝阳门内灯市口有二郎神庙，神即清源真君也，相传建于唐贞观二年，于元延佑二年重修，明万历甲寅复修，祠宇壮严，由来已久，康熙二十五年闰四月初八日，里邻不戒于火，焚毁靡遗，黄冠拮据艰苦，善信为之乐输，越十载而方成，栌楹梁桷雕镂丹之属， 焕然一新。”
《北京寺庙历史资料》中载其建于隋朝或明朝。明嘉靖年间《京师五城坊巷胡同集》中记载该庙位于黄华坊的史家胡同附近。清《乾隆京城全图》记载该庙位于史家胡同与内务部街之间，仅有房屋一间。梁实秋散文《放风筝》中说：“我家住在东城，东四南大街，在内务部街与史家胡同之间有一个二郎庙。”
清纪晓岚《阅微草堂笔记》载，此庙面朝西，每当日出时，屋内金万光丈，而相邻的房屋却无此现象，有人说是因此庙与紫禁城内的中和殿相对，中和殿上的金顶将阳光反射到此。中华民国时期的《北平旅行指南》记载了一个故事称，清光绪年间，一天有只饿犬来此庙中，趴在二郎神像前的供桌上不肯走，附近居民认为是二郎神的哮天犬显灵，乃焚香膜拜昼夜不停，直至总兵文秀将此犬驱走才平息。
1976年唐山大地震中，二郎庙全部建筑坍塌，原址被改建成红砖房。庙门口原本有两只石雕的哮天犬，其中一只残破的哮天犬当时和二郎庙建筑残渣以及石供桌一起被运走。剩下一只还算完好的哮天犬被移至东四南大街138号院门的北侧，如今此处是东四南大街东侧的一家商店门前，此犬早已风化，只剩轮廓可辨。